# 美国众议院行政委员会
美国众议院行政委员会负责处理美国众议院的一般行政事务、美国国会大厦的安全以及联邦选举。

## 历史
众议院行政委员会依据1946年立法重组法案设立，该法案整合了登记法案委员会（1789年成立）、选举委员会（1794年成立）、会计委员会（1803年成立）、印刷委员会（1846年成立）、行政文件处置委员会（1889年成立）、纪念委员会（1929年成立）以及图书馆联合委员会（1806年成立）的部分职能，合并成一个新的常设机构，即众议院行政委员会。（详见国家档案馆关于众议院管理委员会及其前身的记录）
1975年，其职责扩展至监督停车设施及众议院候选人的竞选捐款。1979年，作为立法部门年度拨款法案的一部分，该委员会接管了前美容院专责委员会的职能，该专责委员会由众议员伊冯娜·布拉斯韦特·伯克（Yvonne Brathwaite Burke）担任主席，负责管理众议员、员工及其家属开设的美容院的运作。 
1995 年，其职责扩大到包括监督国会邮寄标准委员会。

## 管辖权
众议院行政委员会是美国众议院的常设委员会。其权力和职责包括众议院行政委员会的法定责任，主要由1946年和1970年的《立法重组法案》、1996年的《众议院行政改革技术修正法案》以及1999年1月6日通过的《众议院规则》所确定。
众议院行政委员会由12名成员组成，负责管辖与美国众议院相关的所有立法和其他事务，包括：
- 委员会薪资和开支账户的拨款（及其支出、审计和结算），但拨款委员会除外；众议院信息资源；以及众议员、代表、驻地专员、官员和行政办公室的津贴与费用。
- 众议院雇佣人员，包括为众议员、代表、驻地专员和委员会提供的工作人员，以及辩论记录员。
- 国会图书馆及其管理。
- 众议院图书馆。
- 雕像和画像。
- 为国会大厦接受或购买艺术品。
- 美国植物园。
- 购买书籍和手稿。
- 史密森尼学会及类似机构的设立。
- 国会邮资标准委员会（邮资特权委员会）。
- 《国会记录》的印刷与更正。
- 众议院一般账户。
- 为众议员、代表、驻地专员和委员会分配办公空间。
- 处理无用的行政文件。
- 总统、副总统、众议员、参议员、代表或驻地专员的选举；腐败行为；争议选举；资格证书与资格审查；以及联邦选举事务。
- 为众议院提供的服务，包括餐饮服务、停车设施、众议院办公楼及国会大厦众议院翼的管理。
- 众议员、代表和驻地专员的旅行。
- 众议员、代表和驻地专员候选人竞选捐款的筹集、报告和使用。
- 众议员、代表、驻地专员、官员及国会雇员的薪酬、退休和其他福利。

## 事件

### 禁止在国会大厦分发《中国日报》
1983年，中华人民共和国官方英文报纸《中国日报》在美国司法部进行了外国代理人登记。
2019年9月30日，议员吉姆·班克斯称《中国日报》通过黎巴嫩国家通讯社在国会内与其他报纸一同分发，因此向时任美国众议院行政总监 Philip Kiko 提出疑问。
2025年2月5日，亚利桑那州众议员亚伯拉罕·哈马德亦称《中国日报》被附在其它报纸中，并通过内部邮件系统以及第三方报社等方式于议会内部传播。随后，该议员提交了决议案H.Res.110，“禁止在众议院设施内分发受中国共产党控制的出版物，并用于其他目的”。同年3月11日，美国众议院行政委员会宣布禁止向国会议员办公室派发《中国日报》。